# A szenvedély száz színe
A szenvedély száz színe (eredeti cím: El color de la pasión) 2014-es mexikói telenovella, amelyet José Cuauhtémoc Blanco és María del Carmen Peña alkotott. A főbb szerepekben Esmeralda Pimentel, Erick Elías, Claudia Ramírez, René Strickler és Eugenia Cauduro látható.
Mexikóban 2014. március 17-én a Las Estrellas. Magyarországon 2015. február 2-án a Story5 mutatta be.

## Cselekmény
Adriana Murillo de Gaxiola egy pueblai Talavera gyár tulajdonosa, Alonso Gaxiola felesége. Magdalena és Rebeca, Adriana testvérei, a nővérével és férjével élnek együtt, mivel ők árvák. Alonso és Adriana szilárd és boldog házasságban élnek, de nem tudnak Rebeca valódi irigy természetéről, amit azzal leplez, hogy "édes angyal". Ez az álca nem téveszti meg Magdalenát, aki sejti Rebeca valódi természetét.
Rebeca mindig is titokban szerelmes volt Alonsóba, ezért irigységet táplál húga iránt; ez az érzés gyűlöletté változik, amikor megtudja, hogy Adriana hamarosan anya lesz. Rebeca gonosz természete kiterjed a húgára, Magdalénára is, aki felelős azért, hogy Magdalénát az oltárnál hagyták. Emiatt Magdalena depresszióba esik, és tehetetlenül áll Rebeca titkának leleplezése előtt.
Hamarosan Adriana rájön Rebeca minden titkára, és kirúgja őt a házukból. Azonban vitába keverednek, aminek az lesz a vége, hogy az erkély korlátja elpattan, és Adriana lezuhan a második emeletről, és beveri a fejét az alatta lévő üvegasztalba.
Tragikus módon Adriana életét veszti, de lánya csodával határos módon életben marad, és Adriana édesanyja után Lucía névre keresztelik.

## Szereplők
| Szereplő                                   | Színész                       | Magyar hang            |
| ------------------------------------------ | ----------------------------- | ---------------------- |
| Lucía Gaxiola Murillo de Escalante         | Esmeralda Pimentel            | Sipos Eszter Anna      |
| Marcelo Escalante Fuentes                  | Erick Elías                   | Szabó Máté             |
| Rebeca Murillo Rodarte de Gaxiola          | Claudia Ramírez               | Sallai Nóra            |
| Rebeca Murillo Rodarte de Gaxiola          | Michelle Renaud (fiatalon)    | Sallai Nóra            |
| Alonso Gaxiola Beltrán                     | René Strickler                | Lippai László          |
| Alonso Gaxiola Beltrán                     | Horacio Pancheri (fiatalon)   | Moser Károly           |
| Magdalena Murillo Rodarte de Hernández     | Eugenia Cauduro               | F. Nagy Erika          |
| Magdalena Murillo Rodarte de Hernández     | Ana Isabel Torre (fiatalon)   | F. Nagy Erika          |
| Milagros Fuentes Vda. de Valdivia          | Helena Rojo                   | Menszátor Magdolna     |
| Sara Ezquerra                              | Arcelia Ramírez               | Udvarias Anna          |
| Nora Gaxiola Murillo / Nora Suárez Murillo | Ximena Romo                   | Csifó Dorina           |
| Amador Zúñiga Montoya                      | Moisés Arizmendi              | Szatmári Attila        |
| Amador Zúñiga Montoya                      | Rodrigo Massa (fiatalon)      | Joó Gábor              |
| Daniela Suárez Molina                      | Natalia Guerrero              | Makay Andrea           |
| Rodrigo Zúñiga Roldán                      | Mariano Palacios              | Zöld Csaba             |
| Brígida Roldán de Zúñiga                   | Montserrat Marañón            | Solecki Janka          |
| Brígida Roldán de Zúñiga                   | Fernanda Arozqueta (fiatalon) | Lamboni Anna           |
| Mario Hernández                            | Pablo Valentín                | Czető Ádám             |
| Mario Hernández                            | Claudio Roca (fiatalon)       | Czető Roland           |
| Eduardo "Lalo" Barragán                    | Eduardo España                | Vári Attila            |
| Teresa "Tere" Granados                     | Gloria Izaguirre              |                        |
| Vinicio Garrido                            | Arturo Vázquez                | Pál Tamás              |
| Norma "Normita"                            | Marcela Morett                | Kiss Erika             |
| Nazario Treviño                            | Luis Couturier                | Bolla Róbert           |
| Trinidad "Trini" Barrera de Treviño        | Patricia Reyes Spíndola       | Farkasinszky Edit      |
| Leticia "Lety" Ezquerra                    | Ilse Ikeda                    | Mohácsi Nóra           |
| Sergio Mondragón                           | Mauricio Abularach            | Seder Gábor            |
| Ligia Cervantes                            | Marcia Coutiño                | Zsigmond Tamara        |
| Angelina Peláez                            | Rafaela Osuna                 | Bessenyei Emma         |
| Gloria Parra                               | Edsa Ramírez                  | Csuha Bori             |
| Federico Valdivia Fuentes                  | Alfonso Dosal                 | Horváth-Töreki Gergely |
| Santiago atya                              | Eduardo MacGregor             | Dengyel Iván           |
| Ruperto                                    | Luis Fernando Peña            | Kisfalusi Lehel        |
| Adriana Murillo Rodarte de Gaxiola         | Ariadne Díaz                  | Vágó Bernadett         |
| Ricardo Márquez                            | Ramón Valera                  | Posta Victor           |
| Clara Rosales Buena                        | Nuria Gil                     | Györfi Laura           |

## A sorozat készítése
A telenovella fejlesztéséhez a producerek úgy döntöttek, hogy a regényt Mexikóváros egyik tartományában helyezik el, hogy az egész világnak megmutassák Mexikó gyönyörű tájait és helységeit. A forgatás 2014. február 4-én kezdődött Pueblában.